# Dorfkirche Gessin

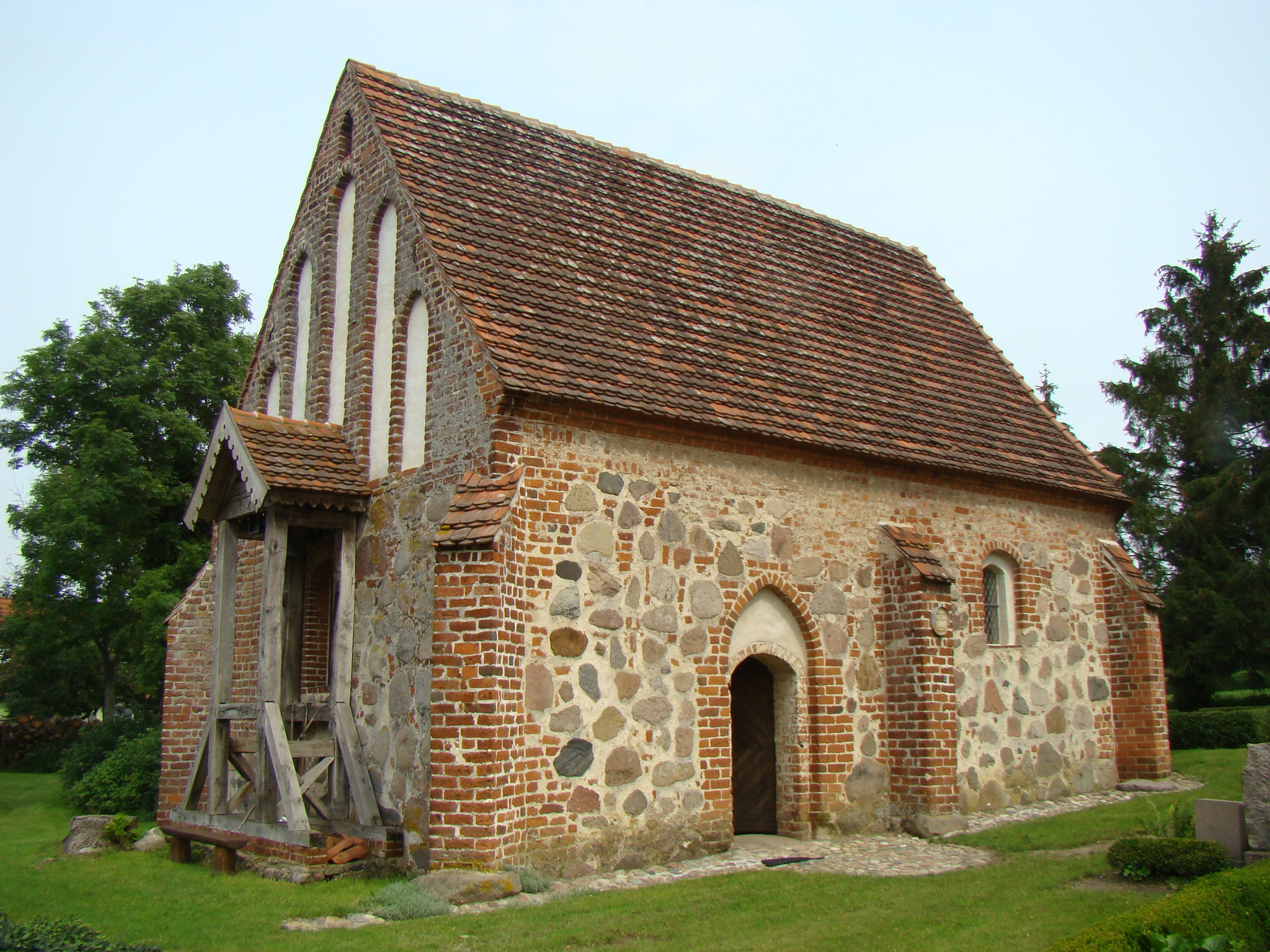
Kirchkapelle Gessin

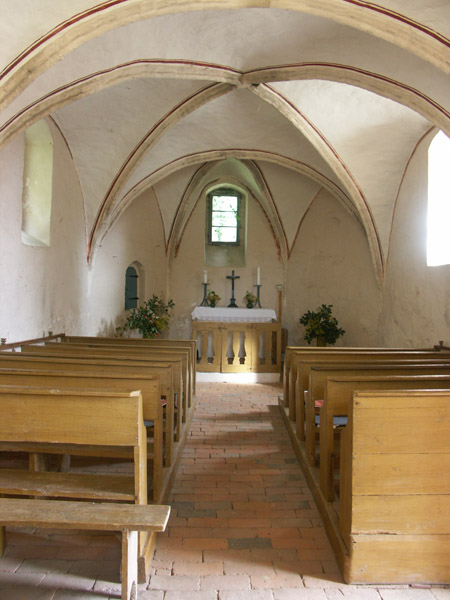
Innenansicht

Die Dorfkirche in Gessin (heute Ortsteil von Basedow) im Landkreis Mecklenburgische Seenplatte in Mecklenburg-Vorpommern ist eine aus Feldsteinen und Ziegeln aufgebaute turmlose Kapelle, die um 1400 im Stil der Gotik entstand. Sie ist eine Kirche der Kirchgemeinde Gielow in der Propstei Rostock im Kirchenkreis Mecklenburg der Evangelisch-Lutherischen Kirche in Norddeutschland (Nordkirche).
Die Kirche befindet sich in der Ortsmitte von Gessin und ist von einem Friedhof umgeben. Sie hat einen achteckigen Chorschluss. Der Innenraum ist mit geripptem Kreuzgewölbe geschlossen und hat drei kleine Fenster. Fünf schmale Blenden zieren den Westgiebel. Die Kirche hat keine bedeutende Ausstattung. Die Leuchter auf dem Altar stammen aus der Zeit um 1700. An der Außenwand des Westgiebels steht ein offener Glockenstuhl, in dem eine kleine Glocke ohne Inschrift hängt.
In dem Bauwerk finden außer Gottesdiensten auch wechselnde Ausstellungen statt. Die Kirchkapelle Gessin war 1975 ein Drehort des DEFA-Spielfilms „Wahlverwandtschaften“ nach Goethes Roman.